# Aschach an der Steyr
Aschach an der Steyr är en ort och kommun i Österrike. Den ligger i distriktet Steyr-Land i förbundslandet Oberösterreich, 150 kilometer väster om huvudstaden Wien. 
Kommunen består av fyra orter (Ortschaften) (inom parentes invånarantal 1 januari 2024):
- Aschach an der Steyr (1 704)
- Haagen (139)
- Mitteregg (104)
- Saaß (326)